# ミュドーン
ミュドーン（古希: Μύδων, Mydōn）は、ギリシア神話の人物である。長母音を省略してミュドンとも表記される。パプラゴニア人アステュミオスの子。ピュライメネース王に従ってトロイア戦争で戦った。
ミュドーンは戦場でピュライメネースの戦車の御者を務めたが、ピュライメネースはメネラーオスに討たれた。そのためミュドーンは戦車の向きを変えようとしたが、アンティロコスの投げた石がミュドーンの肘に当たって手綱を落としてしまい、アンティロコスから逃げることができず、剣でこめかみを刺された。ミュドーンの身体は戦車から真っ逆さまに落下し、下の砂地に頭から突き刺さった。アンティロコスはさらにピュライメネースの馬を奪い、ギリシア軍の中に追い立てた。

## その他の人物
- パイオニア人。スカマンドロス川での戦いでテルシロコス、アステュピュロス、ムネソス、トラシオス、アイニオス、オペレステースらとともにアキレウスに討たれた[2]。